# Luna 1958A
Luna 1958A (sèrie E-1) fou una sonda espacial soviètica fallida, llançada el 23 de setembre del 1958. Fou el primer intent soviètic d'arribar a la Lluna, amb l'objectiu que la sonda s'estavellés contra la superfície lunar. La missió estava dissenyada per alliberar un petit núvol de sodi i crear un "cometa de sodi" que es pogués veure des de la Terra. La sonda fou llançada amb un coet de llançament Luna 8K72 (SL-3/A-1). El coet es fragmentà i explotà 92 segons després del llançament, destruint la seva càrrega.